# In Our Wake
In Our Wake è il settimo album in studio del gruppo musicale statunitense Atreyu, pubblicato nel 2018.

## Tracce
1. In Our Wake – 3:13
2. House of Gold – 3:58
3. The Time Is Now – 3:19
4. Nothing Will Ever Change – 3:55
5. Blind, Deaf & Dumb – 3:08
6. Terrified – 4:09
7. Safety Pin – 3:09
8. Into the Open – 3:58
9. Paper Castle – 3:01
10. No Control – 3:38
11. Anger Left Behind – 3:23
12. Super Hero (featuring Aaron Gillespie & M. Shadows) – 6:25